# Thomas Hart Benton (polític)
Thomas Hart Benton (1782 - 1858), àlies "Old Bullion", va ser un senador estatunidenc per l'estat de Missouri i un gran partidari de l'expansió cap a l'oest del país. Va ser senador des de 1821 fins a 1851.
Atret per les oportunitats del Far West (Oest dels Estats Units), de jove Benton es traslladà amb la seva família a prop de Nashville, Tennessee a una granja de 40.000 acres. Allà establí una plantació. Per tal com va ser un pioner, tota la seva vida sentí devoció per la democràcia jeffersoniana (Jeffersonian democracy).
Va acabar la seva carrera de Dret i el 1809 exercí com a senador estatal.
Amb l'esclat de la Guerra de 1812, Andrew Jackson, que el tutelava, va fer de Benton el seu ajudant de camp (aide-de-camp), amb una comissió de Lloctinent-coronel.

## Expansió a l'Oest
La gran preocupació del senador Benton va ser l'expansió territorial dels Estats Units al Far Wrst per a trobar el seu Destí Manifest com a poder continental. Ell originàriament considerava com a frontera natural dels Estats Units les muntanyes Rocoses, però expandí el seu punt de vista per a incloure la costa del Pacífic. Va encoratjar els assentaments humans tractant d'evitar l'especulació fomentant el diner dur (Hard money) és a dir, les monedes enfront del diner de paper.
Des de la Convenció Anglo-American Convention de 1818, Oregon havia estat ocupat conjuntament per Estats Units i el Regne Unit. Benton va impulsar un assentament favorable als Estats Units d'Oregon i la frontera canadenca. L'actual línia fronterera al paral·lel 49 de latitud va ser la seva elecció però es va oposar al moviment extremista del paral·lel 54 ("Fifty-four forty or fight") durant la disputa per la frontera d'Oregon.

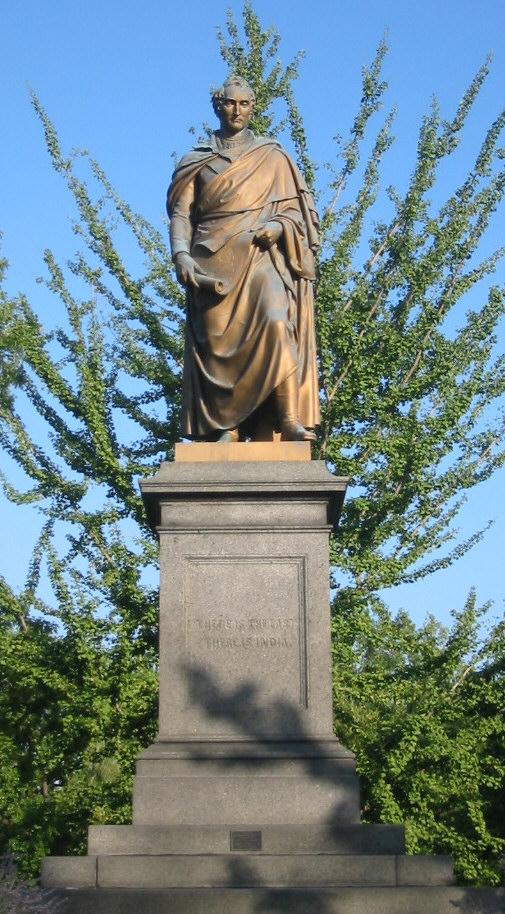
Estàtua de Benton per Harriet Hosmer erigida el 1868 a St. Louis a Lafayette Park

Benton va ser l'autor de la primera Llei de Propietats Rurals Homestead Act, la qual encoratjava els assentaments donant terres a qualsevol que treballés la terra. Va impulsar les grans exploracions de l'oest. Va impulsar l'expansió cap a l'oest del ferrocarril intercontinental i el telègraf. També va ser partidari del desplaçament dels amerindis en favor dels colons europeus.
Benton publicà la seva autobiografia, Thirty Years' View, el 1854, i morí a Washington D.C. dos anys més tard. El seu descendent també dit Thomas Hart Benton, va ser un pintor del segle xx.

## Llegat

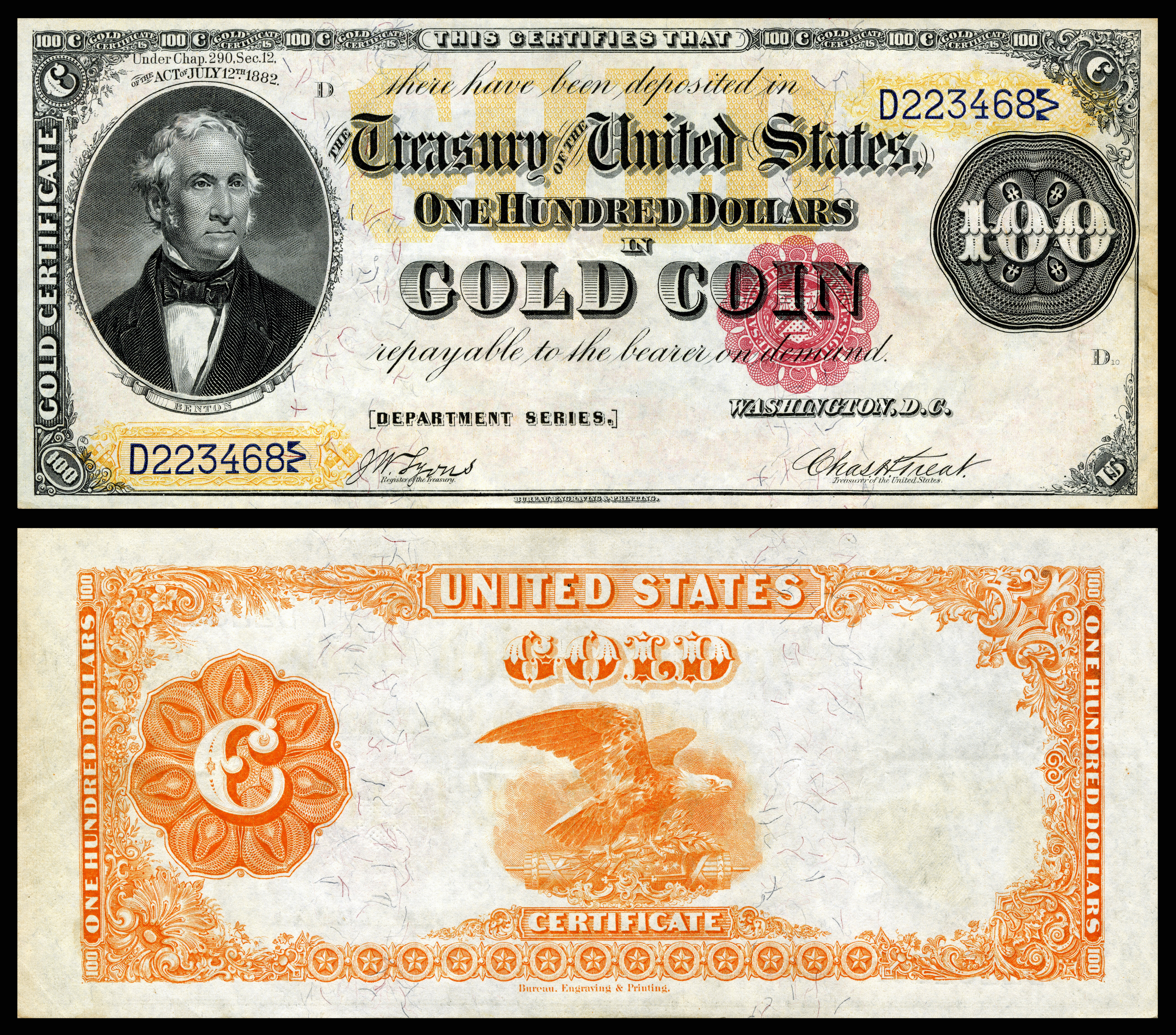
Benton dibuixat el 1882 en un $100 Gold certificate.

Nou estats (Arkansas, Indiana, Iowa, Minnesota, Mississipi, Missouri, Oregon, Tennessee i Washington) tenen comtats que porten el nom de Benton. així com les ciutats de Bentonville a l'estat d'Indiana i Fort Benton a Montana reben el nom d'aquest senador.